# Lotus Symphony
IBM Lotus Symphony — офісний пакет, набір застосунків для створення, редагування і колективного використання текстів, електронних таблиць, презентацій і інших документів. Спочатку випущений в липні 1984 р. як інтеграційний застосунок для DOS, відроджено компанією IBM під тим же ім'ям вже як новий офісний пакет, випущений в 2007.

## Опис
У основу Lotus Symphony покладені розробки учасників проєкту OpenOffice.org, до якого корпорація IBM залучилася 2007 року. У свою чергу OpenOffice, що позиціонується як відкрита альтернатива Microsoft Office, базується на коді продукту StarOffice. Розробкою StarOffice спочатку займалася німецька компанія StarDivision, а в 1999 році проєкт був викуплений компанією Sun Microsystems.
До складу пакету Lotus Symphony входять текстовий редактор Symphony Documents, програма для створення презентацій Symphony Presentations і редактор електронних таблиць Symphony Spreadsheets. Набір застосунків Lotus Symphony використовує відкритий формат OpenDocument (ODF, ISO 26300), а також дозволяє працювати з документами Microsoft Office і Lotus SmartSuite. Крім того, допускається експорт файлів у формат PDF.
Серед основних особливостей редактора Symphony Documents можна виділити вбудовані шаблони для створення документів, засоби перевірки орфографії, а також можливість роботи з діаграмами, таблицями і малюнками. Застосунок для створення презентацій Symphony Presentations підтримує різні ефекти перемикання слайдів, функції управління витримкою часу, анімацію і дозволяє експортувати документи у формат HTML. Нарешті, програма Symphony Spreadsheets забезпечена обширною бібліотекою математичних функцій і покращуваним редактором формул.
З відмінних рис Lotus Symphony можна відзначити:
- підтримка засобів для організації спільної роботи над документами, таблицями та презентаціями;
- розширена підтримка форматів MS Office, включаючи підтримку VML-зображень і OLE-об'єктів Office 2007;
- можливість виконання VBA-скриптів;
- функція автоматичної перевірки та установки оновлень;
- великі напрацювання щодо забезпечення роботи людей з обмеженими можливостями;
- додаткові оптимізації для збільшення продуктивності.

Окремо підкреслюються досягнення в удосконаленні користувальницького інтерфейсу, який був визнаний журналом PC Magazine більш дружнім користувачеві і інформативним, ніж інтерфейс MS Office 2010 і Apple iWork'09.

## Історія випусків

### Lotus Symphony 1.x
Офісний пакет Lotus Symphony можна використовувати на комп'ютерах з операційними системами Windows XP, Windows Vista, Suse Linux Enterprise Desktop і Red Hat Enterprise Linux. IBM оголосив про випуск фінальної модицікації пакету 30 травня 2008  На жорсткому диску Lotus Symphony займе від 550 до 750 Мб. Розповсюджується безкоштовно.
Пакет Symphony доступний  для вільного викачування, проте користувачі повинні пройти реєстрацію і отримати безкоштовний номер IBM ID.
IBM планував включити код з останніх версій OpenOffice.org у версію 3.0 свого пакету. Symphony 3.0 буде також включати модулі, які вже є частиною OpenOffice.org, включаючи редактор формул, бази даних, графічний редактор, а також інші модулі, розроблені власне IBM.
У 2008 році пакет завоював звання Product of the Year 2008 в категорії Office Productivity Software за версією журналу Datamation Magazine, залишивши позаду таких маститих конкурентів, як Microsoft Office, OpenOffice.org 2.3.1 та Think Free Office.

### Lotus Symphony 3.x
21 жовтня 2010 IBM після версії 1.3 випустив одразу версію пакета Lotus Symphony 3.0, заснованого на кодовій базі проєкту OpenOffice.org 3.х. У новій версії продукту оптимізований код продукту для прискорення роботи складових застосунків і розширений їхній функціонал. Зокрема, програмісти реалізували підтримку стандарту ODF 1.2, OLE-об'єктів Office 2007 і вбудовуваних аудіо-відео-компонентів, додали можливість виконання VBA-макросів і редагування захищених паролем файлів Microsoft Word і Excel, оновили інтерфейс продукту, вдосконалили механізм підключення плагінів, а також запровадили ряд інших нововведень.
До складу пакету Lotus Symphony 3.0 знов входять текстовий редактор Symphony Documents, табличний процесор Symphony Spreadsheets та інструментарій для створення презентацій Symphony Presentations. Серед відмінних особливостей програмного рішення можна виділити одновіконний інтерфейс з вкладками, функцію імпортування документів формату OOXML, що дозволяє користувачеві відкривати файли з розширенням .docx, .xlsx і .pptx, засоби перевірки орфографії, вбудовані шаблони для створення документів і інтегрований браузер, призначений для навігації по глобальній мережі і скачування розширень для офісного пакету. 
Lotus Symphony 3.0 є кросплатформним застосунком, що функціонує в операційних системах Windows, Linux і Mac OS X.
У січні 2012 IBM представила реліз Lotus Symphony 3.0.1, який вийшов через понад рік з моменту випуску версії 3.0.  У новій версії усунена велика порція помилок і недоробок, перероблено оформлення основної сторінки, додана можливість використання до мільйона рядків у таблицях, реалізована підтримка бульбашкових діаграм і забезпечена можливість роботи із захищеними паролем документами з Microsoft Office 2007.
За заявою компанії, представлений випуск швидше за все є останнім — більше релізів Lotus Symphony випускатися не буде.  Замість підтримки власного форку OpenOffice, компанія має намір перейти на розвиток основної кодової бази проєкту OpenOffice і поставляти клієнтам спеціальну редакцію продукту Apache OpenOffice. Відтепер всі інженерні ресурси IBM, які раніше були залучені в розробку Symphony, будуть залучені для розвитку кодової бази Apache OpenOffice.

### Передача коду фонду Apache
Після передачі Oracle проєкту OpenOffice.org фонду Apache, у липні 2011 і компанія IBM ухвалила рішення про передачу сирцевих текстів власницького офісного пакету Lotus Symphony в руки спільноти Apache. Код Lotus Symphony зіллється з проєктом OpenOffice.org, буде переліцензований і продовжить свій розвиток під ліцензією Apache. IBM має намір повністю відмовитися від розвитку окремого форку і поступово направити пов'язані з Lotus Symphony ресурси та інженерні кадри на розвиток проєкту OpenOffice.org. Водночас IBM закликав і спільноті розробників LibreOffice послідувати своєму прикладу, згуртувавши сили навколо єдиного проєкту.  Передача коду OpenOffice.org фонду Apache стала гарною нагодою переосмислити політику щодо проєкту.  IBM визнає, що раніше слабо допомагала кодом проєкту OpenOffice.org, приділяючи основну увагу своєму продукту Lotus Symphony, але тепер пріоритети змінилися і всі ресурси будуть кинуті на розробку OpenOffice.org. 
Крім того, компанія IBM оформила заявку на передачу в інкубатор Apache набору Java-бібліотек ODF Toolkit, який пропонується розвивати у вигляді окремого проєкту, що дозволяє легко інтегрувати в програми функції обробки ODF-документів.